# Azal Avia Cargo
Azal Avia Cargo is een Azerbeidzjaanse luchtvaartmaatschappij welke vanuit haar thuisbasis Bakoe vrachtvluchten uitvoert naar omringende landen.Het is een 100% dochter van Azerbaijan Airlines.

## Geschiedenis
Azal Avia Cargo of Azerbaijan Airlines Avia Cargo is opgericht in 1997 als vrachtdivisie van Azerbaijan Airlines.

## Vloot
De vloot van Azal Avia Cargo bestaat uit:(dec.2006)
- 2 Ilyushin IL-76MD
- 3 Ilyushin Il-76TD
- 2 Antonov An-26B

Azal Avia Cargo · Azerbaijan Airlines · Silk Way Airlines · Sky Wind · SW Business Aviation

Opgeheven: Imair Airlines · Turan Air